# Gertitz
Gertitz ist ein Ortsteil der Großen Kreisstadt Delitzsch im Landkreis Nordsachsen des Freistaates Sachsen. Er wurde am 1. Juli 1950 eingemeindet. 

## Geographische Lage
Gertitz liegt am Südwestrand von Delitzsch. 

## Geschichte
Gertitz gehörte bis 1815 zum kursächsischen Amt Delitzsch. Der 1445 im Ort erwähnte Rittersitz wurde 1747 als Rittergut genannt. Durch die Beschlüsse des Wiener Kongresses kam der Ort 1815 zu Preußen und wurde 1816 dem Kreis Delitzsch im Regierungsbezirk Merseburg der Provinz Sachsen zugeteilt, zu dem er bis 1952 gehörte.
Am 20. Juli 1950 erfolgte die Eingemeindung nach Delitzsch. Im Zuge der Kreisreform in der DDR 1952 wurde der Ort mit Delitzsch dem neu zugeschnittenen Kreis Delitzsch im Bezirk Leipzig zugeteilt, welcher 1994 im Landkreis Delitzsch und dieser wiederum 2008 im Landkreis Nordsachsen aufging.

## Verkehr
Gertitz liegt an der Bundesstraße 184 und der Bahnstrecke Halle–Cottbus. Die nächstgelegenen Bahnhöfe befinden sich in Delitzsch und Kyhna. 